# Guerra terrestre

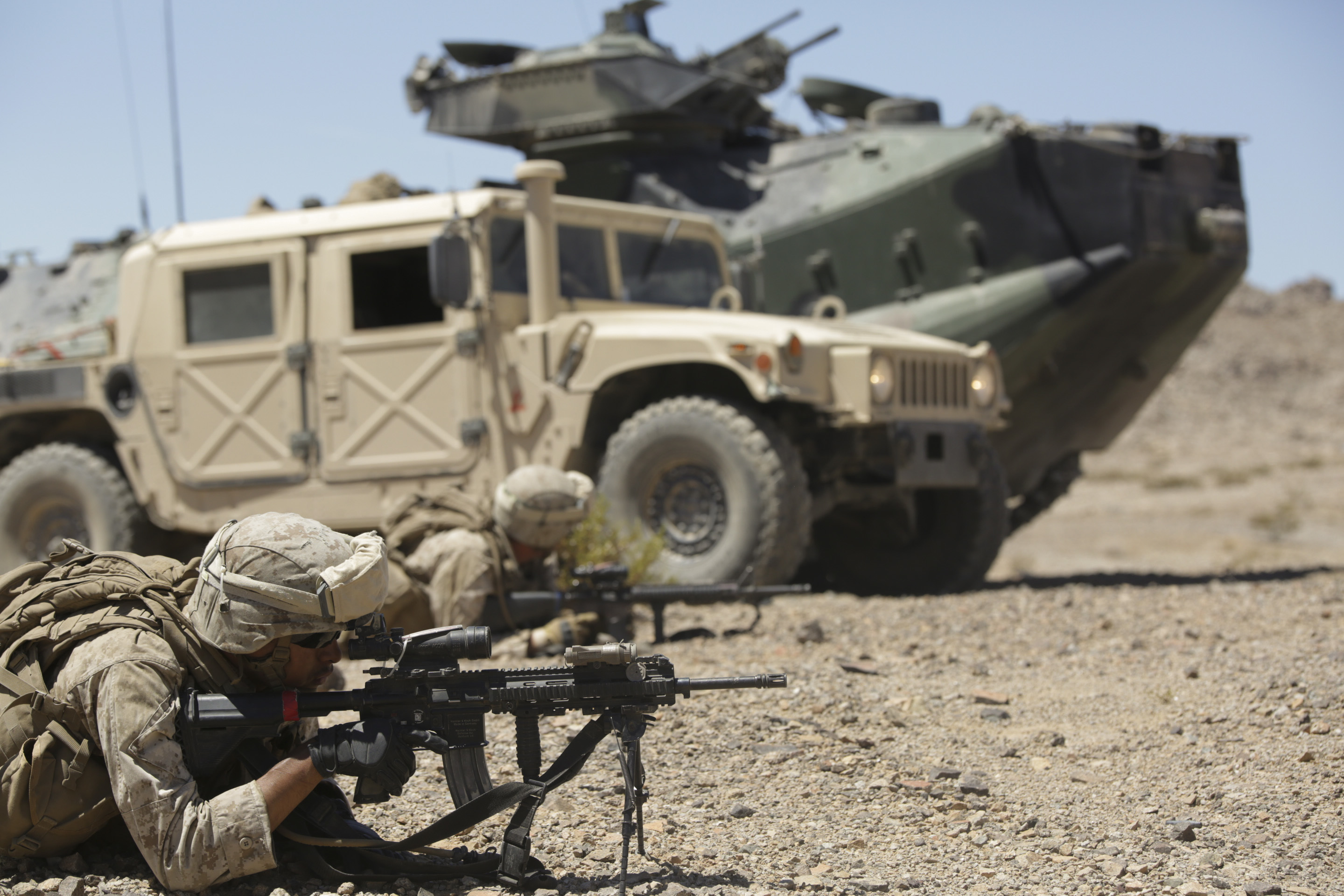
Infantaria do Corpo de Fuzileiros Navais dos Estados Unidos apoiada por veículos blindados de combate durante um exercício de operações mecanizadas em 2015.

A guerra terrestre ou combate terrestre é um tipo de operações militares em que o combate ocorre principalmente em um campo de batalha localizado na superfície terrestre, em contraste com a guerra naval ou a guerra aérea.
A guerra terrestre é caracterizada pelo emprego de um grande número de soldados utilizando uma diversidade de habilidades, métodos de combate e equipamentos. Pode ser realizada em terrenos e ambientes climáticos variados, desde desertos áridos até altas montanhas. Pela sua vocação para defender ou controlar as regiões, urbanas ou rurais, onde vivem as populações, esta categoria domina o campo de estudo da guerra e constitui um ponto central para a maioria das políticas de defesa.
Historicamente, a guerra terrestre passou por várias transições, desde a condução de massas de populações não-treinadas e irregularmente armadas, utilizadas em ataques frontais, até ao emprego de tropas regulares altamente treinadas, utilizando sistemas de informação e armas sofisticados e implementando diversas doutrinas estratégicas, operacionais e tácticas.
Embora no passado o combate terrestre fosse conduzido com armas brancas, desde a Segunda Guerra Mundial envolveu principalmente três tipos distintos de unidades de combate: infantaria, blindados e artilharia.
Desde os tempos antigos, os exércitos têm usado conceitos e métodos de guerra anfíbia para projetar poder através dos mares. O desenvolvimento de aviões e helicópteros de transporte militar, de forças aerotransportadas e do "envelopamento vertical" abriu um novo caminho para a projeção de força e ajudou a redefinir as doutrinas utilizadas na guerra terrestre.

## Componentes da força terrestre
As forças terrestres incluem mão-de-obra, sistemas de armas, veículos e elementos de apoio que operam em terra para cumprir as missões que lhes foram atribuídas.

### Infantaria

Carga de baioneta dos zuavos franceses no planalto de Touvent, na Frente Ocidental, em 1915.

A infantaria é composta por soldados que lutam principalmente a pé, equipados com armas portáteis de infantaria e organizados em unidades militares. Esta arma ainda representa a massa principal dos exércitos, composta por tropas pouco móveis, mas versáteis.
Ao longo da história, eles poderiam ter sido transportados por vários meios: cavalo, barco, automóvel, aviões, esqui, bicicleta, etc. Hoje, eles são principalmente transportados por via aérea para tropas aerotransportadas ou por veículos blindados para infantaria mecanizada. Os soldados de infantaria podem ser apoiados no campo de batalha por veículos blindados de combate de infantaria.

### Veículos de combate
Os veículos de combate podem mobilizar grande poder de fogo para enfrentar forças oponentes, incluindo outros veículos de combate. Eles geralmente são adequados para dirigir em terrenos acidentados e protegidos contra armas portáteis pela blindagem e um conjunto de contramedidas.
O seu desenvolvimento reforçou a importância da mobilidade nas doutrinas militares, como a estratégia blitzkrieg.
O carro de combate é um veículo fortemente blindado equipado com um canhão e armas secundárias que podem ser engajados independentemente da infantaria. A sua função é romper as linhas de infantaria inimiga graças à sua resistência às armas ligeiras e lutar contra os tanques inimigos. Os veículos de combate de infantaria são veículos blindados, com armamento mais leve que um tanque, cuja função é transportar soldados de infantaria e, em seguida, fornecer-lhes apoio de combate.

### Artilharia

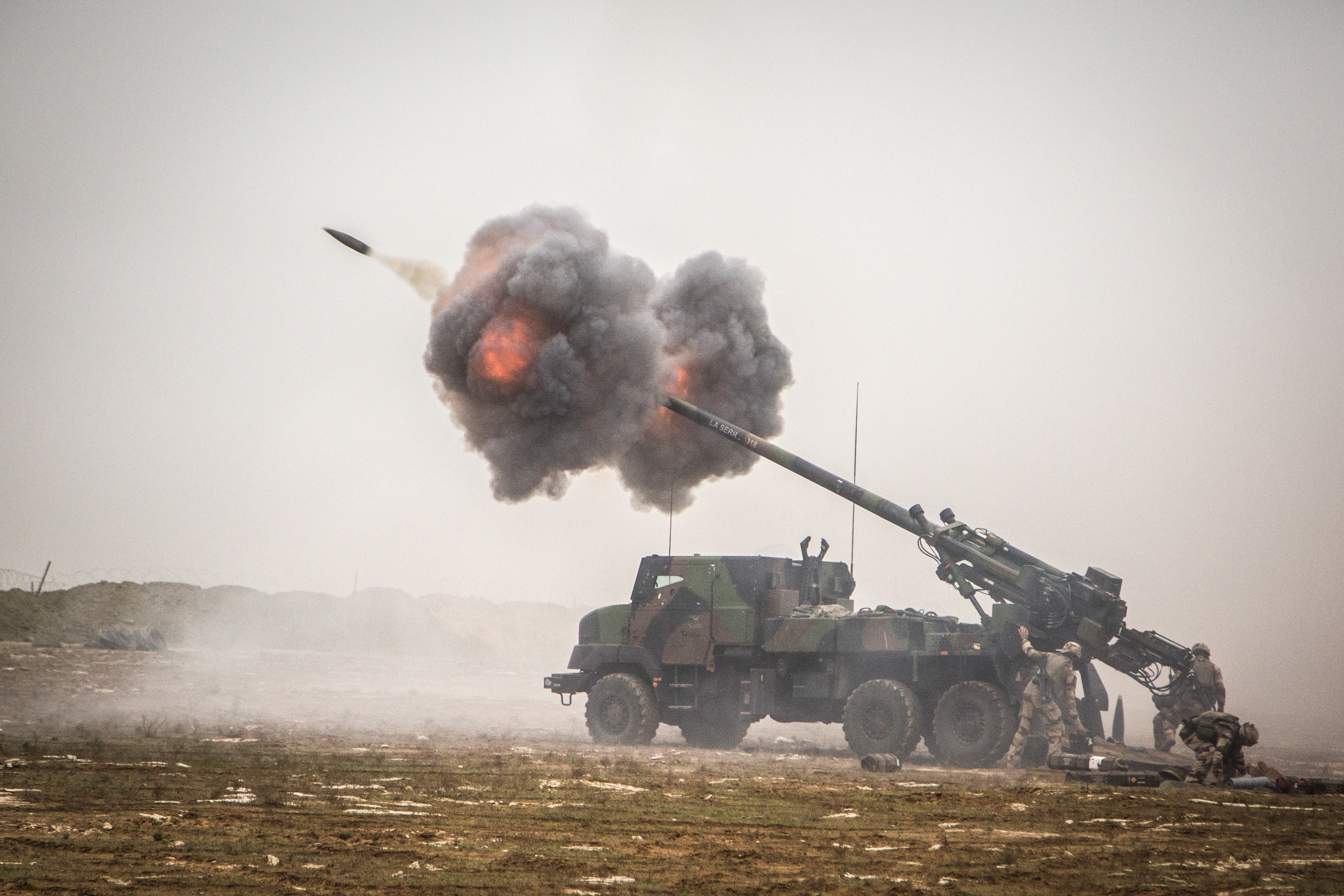
Canhão autopropulsado CAESAR no Iraque.

Historicamente, a artilharia refere-se a qualquer máquina usada para disparar projéteis durante a guerra. O termo também descreve tropas terrestres cuja função principal é manejar tais armas. Esta palavra é derivada do francês antigo attilier, que significa "equipar". O poder destrutivo desta arma valeu-lhe o nome de “rei da batalha” ou “deus da guerra” segundo a expressão de Josef Estaline.
A principal forma de artilharia é a artilharia de campanha, que lança fogos pelo campo de batalha. A artilharia de costa defende as áreas costeiras contra ataques marítimos e controla a passagem de navios, utilizando a sua capacidade de negar o acesso através da ameaça de fogo costeiro. Desde o advento da aviação no início do século XX, a artilharia anti-área lança fogos no céu de modo a engajar aeronaves e negar o uso do espaço aéreo ao inimigo.
O papel da artilharia é aproveitar o poder de fogo à sua disposição para dar apoio aos soldados que lutam em contato direto com o inimigo, realizar barragens para impedir a progressão do inimigo e destruir ou enfraquecer as posições defensivas inimigas.
Os desenvolvimentos tecnológicos colmataram uma das fraquezas da artilharia, dotando-a de mobilidade graças ao canhão autopropulsado. Por exemplo, o canhão CAESAR pode ser colocado em bateria, disparar uma salva de 6 tiros e depois deixar a sua posição em 3 minutos, o que lhe permite evitar a resposta do inimigo.

### Operações combinadas
A doutrina de armas combinadas (ou interarmas) é uma abordagem à guerra que visa integrar as diferentes armas de um exército para obter efeitos complementares. Embora o combate terrestre no passado fosse conduzido pelas armas de combate das forças armadas, desde a Primeira Guerra Mundial envolveu três tipos distintos de unidades de combate: infantaria, blindados e artilharia. Estas armas, desde a Idade Antiga, têm usado conceitos e métodos de guerra anfíbia para projetar poder dos mares e oceanos, e desde a ampla introdução de aeronaves e helicópteros de transporte militar têm usado forças aerotransportadas e envelopamento vertical para a variedade de doutrinas militares usadas para iniciar a guerra em terra.
Hoje, a combinação destas armas, bem como o apoio aéreo, são essenciais em todas as doutrinas de combate modernas. Assim, na sua invasão da Ucrânia em 2022, a Rússia está a mobilizar grupos tácticos compostos por uma companhia de 10 tanques e 3 companhias de infantaria utilizando veículos blindados, apoiados por um sistema de artilharia de 6 canhões autopropulsados, 6 morteiros pesados e 6 lançadores múltiplos de foguetes.

## Doutrinas por ambiente e clima
- Guerra em clima frio
- Guerra de montanha
- Guerra no deserto
- Combate na selva
- Combate urbano

## No exército francês

### Armas francesas
O exército francês é composto por diferentes ramos, chamados armas, desenvolvendo competências próprias para responder a missões complementares.
As armas-base são unidades destinadas a lutar em contato direto com o inimigo, realizam a ação principal. São eles a infantaria, a cavalaria blindada e a aviação leve do Exército.
As armas de apoio também estão envolvidas no combate, mas indiretamente, fornecendo fogo de longo alcance pela artilharia, ajudando na mobilidade das tropas ou destruindo as defesas inimigas com a engenharia.
As armas de apoio não se destinam ao combate direto, mas sim à garantia da capacidade operacional de outras armas. A intendência gerencia a logística e o transporte de materiais e suprimentos, as comunicações implementam os sistemas militares de informação e comunicação, e o material bélico mantém os equipamentos em condições operacionais.

### Unidades especializadas

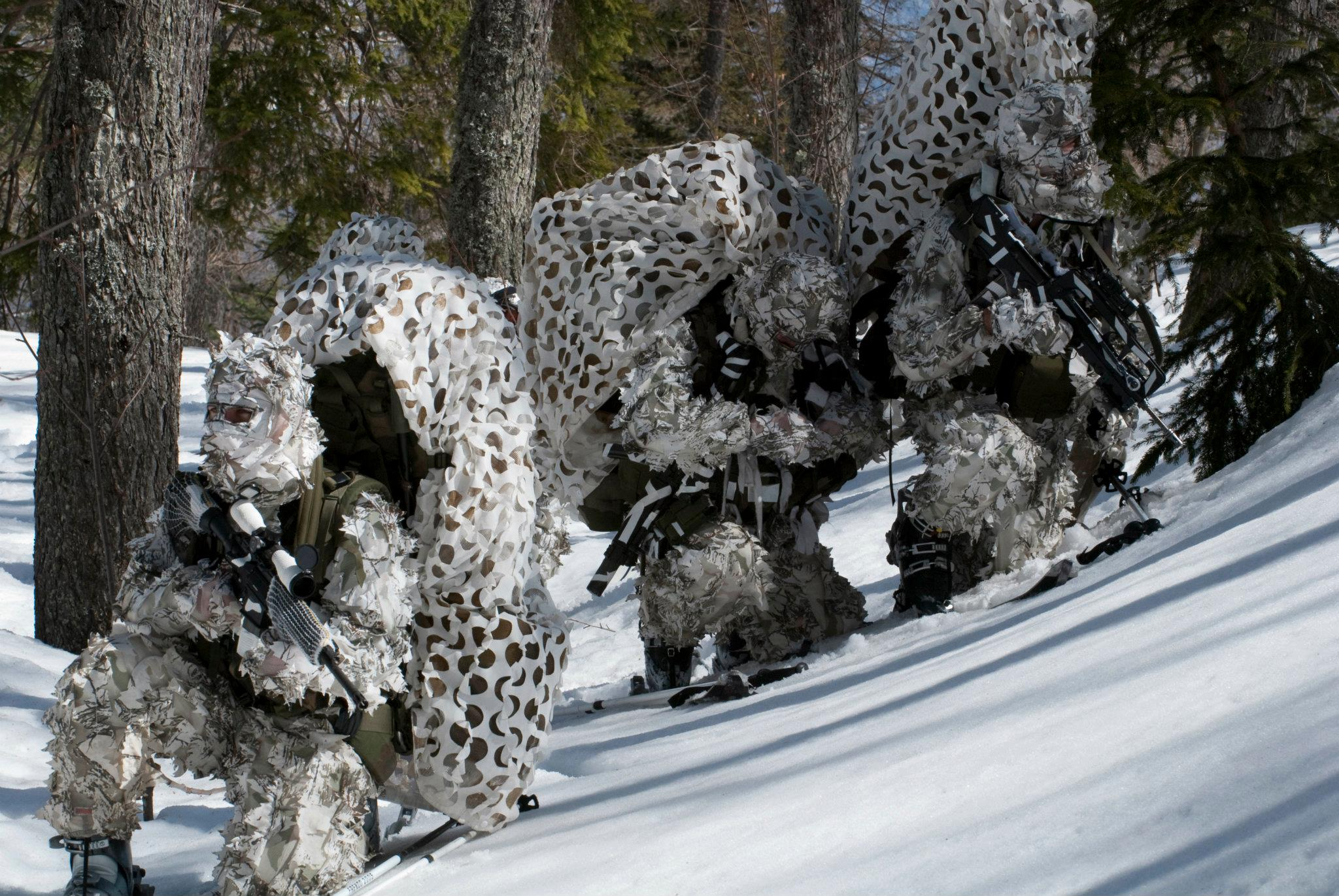
Comandos de montanha franceses durante um exercício em clima frio.

Embora todas as suas unidades sejam capazes de combate terrestre clássico sob a doutrina PROTERRE, o Exército Francês possui componentes especializados que desenvolvem habilidades de combate específicas em determinados ambientes e climas:
- 27ª Brigada de Infantaria de Montanha (na verdade, interarmas): combate nas montanhas e frio extremo
- 9ª Brigada de Infantaria de Fuzileiros Navais (na realidade, armas combinadas): operações anfíbias
- 11ª Brigada Paraquedista: assalto aéreo e combate aerotransportado
- 9º Regimento de Infantaria de Fuzileiros Navais (Comandos de Pesquisa e Ação na Selva): combate em ambiente de selva

Não existe uma unidade especializada em combate urbano, mas o CENZUB treina todas as unidades do Exército nas especificidades e táticas adaptadas à atuação em áreas urbanas.